# Almadén de la Plata
Almadén de la Plata ist eine Gemeinde in der Provinz Sevilla in Spanien mit 1.328 Einwohnern (Stand: 2024). Sie liegt in der Comarca Sierra Norte in Andalusien. Das Gebiet der Gemeinde gehört zum Naturpark Parque Natural de la Sierra Norte.

## Geografie
Die Gemeinde grenzt an die Gemeinden Castilblanco de los Arroyos, Cazalla de la Sierra, El Pedroso, El Real de la Jara, El Ronquillo und Santa Olalla del Cala. Sie ist eine kleine Ortschaft mit Grenze zur Provinz Huelva. Die Landschaft wird von der Viehzucht geprägt.

## Geschichte
Die Kriegerstele von Almadén de la Plata wurde laut Leonardo García Sanjuán 2006 gefunden.
Der Ort hieß in der Römerzeit Iluria und war ein wichtiges Münzprägezentrum. In der arabischen Zeit hieß der Ort "Al Medin Balat", was "die Minen der Landstraße" bedeutet. In dieser Zeit wurde Marmor, Silber und Kupfer abgebaut.

## Sehenswürdigkeiten
- Kirche Santa María de Gracia

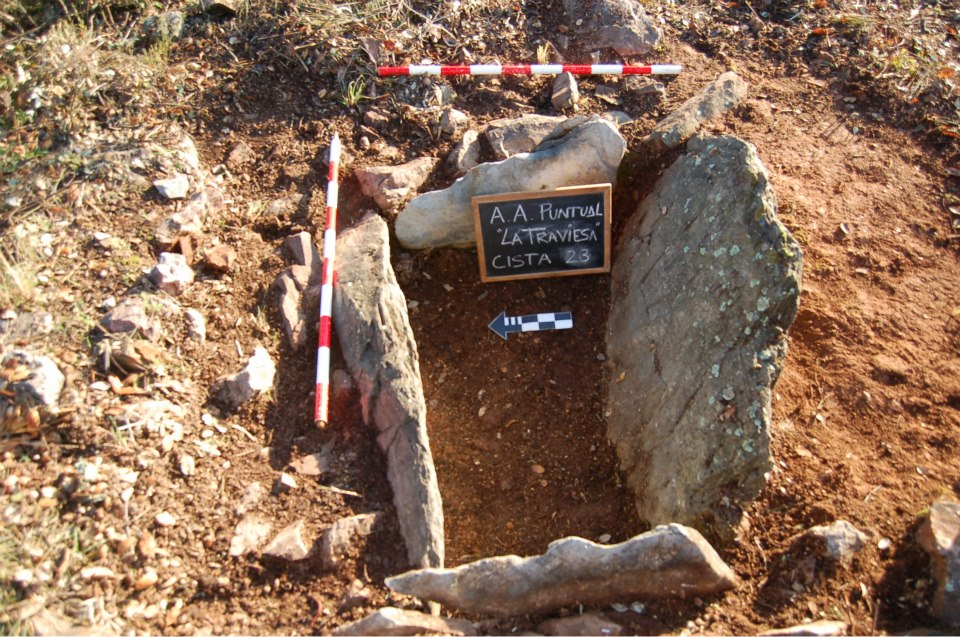
Steinkiste der Nekropole von La Traviesa

- Nekropole mit Bronzemuseum La Traviesa (Necrópolis Museo del Bronce “La Traviesa”)
- Wehrmauer der Mudéjar-Burg